# Trichothecium domesticum
Trichothecium domesticum är en svampart som beskrevs av Fr. 1832. Trichothecium domesticum ingår i släktet Trichothecium, ordningen köttkärnsvampar, klassen Sordariomycetes, divisionen sporsäcksvampar och riket svampar.   Inga underarter finns listade i Catalogue of Life.